# Three Loves Has Nancy
Three Loves Has Nancy is een film uit 1938 onder regie van Richard Thorpe. Destijds werd de film in Nederland uitgebracht onder de titel Nancy breekt drie harten.

## Verhaal
Malcolm 'Mal' Niles is een populaire schrijver in New York die uitkijkt naar zijn date met actrice Vivian Herford. Hier komt een einde aan als haar moeder opdaagt en een gesprek begint over een eventueel huwelijk tussen de twee. Mal wil niet met haar trouwen en gaat op aanraden van vriend Robert Hanson op tour om haar te vermijden. In een kleine stad, waar hij is om handtekeningen uit te delen, ontmoet hij Nancy Briggs. Zij is van plan te trouwen met haar vriend George Wilkins, Jr. en heeft geen interesse in Mal of zijn boeken.
Mal is weg van de dame, maar verlaat de stad voor hij haar kan versieren. Hij heeft te horen gekregen dat Vivian New York heeft verlaten en denkt dat hij nu kan terugkeren zonder geconfronteerd te worden. Hij neemt de eerstvolgende trein, waar toevallig genoeg Nancy ook in zit. Zij is ook onderweg naar New York, waar George een baan heeft gekregen. Eenmaal aangekomen in New York, kan ze niet met hem in contact komen, waardoor hun geplande bruiloft wordt geannuleerd.
Mal doet zijn uiterste best Nancy te vermijden, totdat ze op een avond voor zijn deur staat. George is namelijk in rook opgegaan en ze heeft geen andere plek om naartoe te gaan. Hij wil haar geen onderdak aanbieden, totdat ook Vivian op zijn stoep staat. Om van haar af te komen, zegt hij dat Nancy zijn nieuwe vriendin is. Nancy blijft een aantal dagen bij Mal en krijgt een hechte band met hem en Robert. Ze doet ondertussen het huishouden en wint uiteindelijk het hart van zowel Mal als Robert. Mal is zelfs in staat Robert te vermoorden als hij 's nachts haar slaapkamer binnensluipt.
Voor een lange periode ontkent Mal dat hij verliefd is op Nancy. Hier komt een verandering aan als George opnieuw opduikt en haar mee wil nemen. Mal verklaart haar de liefde en doet een huwelijksaanzoek. Nancy accepteert zijn aanzoek en niet veel later trouwen ze. Ze willen op huwelijksreis naar Europa, maar Malcolm mist het schip.

## Rolbezetting
| Acteur            | Personage                |
| ----------------- | ------------------------ |
| Janet Gaynor      | Nancy Briggs             |
| Robert Montgomery | Malcolm 'Mal' Niles      |
| Franchot Tone     | Robert 'Bob' Hanson      |
| Guy Kibbee        | Pa Briggs                |
| Claire Dodd       | Vivian Herford           |
| Reginald Owen     | William                  |
| Cora Witherspoon  | Mevrouw Herford          |
| Emma Dunn         | Mevrouw Briggs           |
| Charley Grapewin  | Grootvader Briggs        |
| Lester Matthews   | Dokter Alonzo Z. Stewart |
| Grady Sutton      | George Wilkins, Jr.      |
| Mary Forbes       | Mevrouw Hansen           |
| Grant Withers     | Jack                     |

## Achtergrond
De rollen die werden vertolkt door Janet Gaynor en Robert Montgomery, zouden in eerste instantie gespeeld worden door Margaret Sullavan en Melvyn Douglas. Gaynor ontmoette kostuumontwerper Adrian op de set, met wie ze trouwde op 14 augustus 1939.
De film kreeg na de uitbrengst aardige recensies. The New York Times noemde het een "vermakelijke film met leuke dialogen" en het dagblad Variety schreef dat het een grappige film was.